# タルサン・ロペス
タルサン・ロペス（Tarzan Lopez、1912年8月28日 - 1975年8月28日）は、メキシコのプロレスラーである。メキシコヘレス・デ・ガルシア・サリナスの出身。

## 来歴
アマチュアボクシングを経て1934年4月12日に「カルロス・ロペス」のリングネームでデビュー。のちにタルサン・ロペスを名乗る。1940年代からメキシナショナル王座を総なめ、EMLL（現在のCMLL）のスター選手であった。
またグランドテクニックを得意としエル・ヌドの開発者でもあった。

## 得意技
- エル・ヌド

## 獲得タイトル
- メキシコナショナルミドル級王座
- メキシコナショナルライトヘビー級王座
- メキシコナショナルウェルター級王座
- メキシコナショナルタッグ王座
- NWA世界ミドル級王座
- 全米レスリング協会認定ミドル級王座